# Consejo Nacional Checo
El Consejo Nacional Checo (en checo: Česká národní rada) fue el cuerpo legislativo de la República Socialista Checa, una de las repúblicas constituyentes de Checoslovaquia, de 1968 a 1992. Fue creado en 1968 para reflejar que Checoslovaquia se convertía en una federación. En el territorio de la república era el máximo órgano del poder estatal. Tenía 200 diputados elegidos por un período de 4 años. Se transformó el 1 de enero de 1993 en la Cámara de Diputados de la República Checa, debido a la disolución de Checoslovaquia, bajo la nueva Constitución de la República Checa. Tenía su sede en el Palacio Thun, de la capital Praga.

## Historia
El Consejo Nacional Checo fue creado en 1968 mediante la Ley Constitucional n.° 77/1968 Recop., para preparar federación de la República Socialista de Checoslovaca federal como un "órgano constitucional provisional de representación política de la nación checa" con 150 diputados, a cargo del trabajo preparatorio con el establecimiento de la futura República Socialista Checa parcialmente autónoma y su parlamento, que sería el Consejo Nacional Checo. Los primeros diputados fueron elegidos el 10 de julio de 1968, indirectamente por la Asamblea Nacional a sugerencia del Frente Nacional, de diputados de la Asamblea Nacional elegidos en las regiones checas y de destacados representantes de la vida pública checa. Al mismo tiempo, el 21 de julio se eligió a su presidente y vicepresidentes, su politburó y las comisiones. El 21 de diciembre de 1968, el número de miembros se amplió en 50 diputados.
El 18 de diciembre de 1989 dimitieron el presidente, los vicepresidentes, los presidentes de las comisiones y otros miembros del Consejo Nacional Checo; el entonces presidente Josef Kempný envió su dimisión mediante carta al Consejo Nacional Checo con fecha del 7 de diciembre. Se eligió a Jaroslav Šafařík (miembro del Partido Popular Checoslovaco, ČSS) como su sucesor.
De acuerdo con la ley constitucional de 23 de enero de 1990, núm. 14/1990 Recop., Sobre la destitución de diputados de órganos representativos y la elección de nuevos miembros de los comités nacionales la destitución de un diputado podría ser revocada por su partido político, o un órgano del Frente Nacional de acuerdo con el Foro Cívico, los miembros de la CNR, que no habían brindado garantías para el desarrollo de la democracia política con el fin de equilibrar la distribución de las fuerzas políticas o, dado su trabajo hasta la fecha. Del 23 de enero al 6 de febrero de 1990 dimitieron 46 diputados y 18 fueron destituidos.

## Presidentes del Consejo Nacional Checo
1. Čestmír Císař    1968-1969
2. Evžen Erban      1969-1981
3. Josef Kempný     1981-1989
4. Jaroslav Šafařík 1989-1990
5. Dagmar Burešová  1990-1992
6. Milan Uhde       1992-1992